# 梅州路
梅州路，元朝时设置的路。
至元十六年（1279年）升梅州置，治所在程乡县（今广东省梅州市）。属江西等处行中书省。辖境相当今广东梅州、梅县、兴宁、平远、蕉岭等市县地。至元二十三年（1286年），降为梅州。